# 프레이저 캠벨
프레이저 리 캠벨(Fraizer Lee Campbell, 1987년 9월 13일 ~ )은 허더즈필드 타운에서 스트라이커로 뛰고 있는 잉글랜드 EFL 챔피언십의 축구 선수이다. 이전에는 맨체스터 유나이티드와 로열 앤트워프, 헐 시티, 토트넘 홋스퍼, 선덜랜드, 카디프 시티, 크리스털 팰리스에서 활동하였다.